# Dani Serra
Daniel Serra Verdaguer, también conocido como Dani Serra (Barcelona, España; 2 de abril de 1968), es un arquitecto y nadador olímpico español.

## Trayectoria
Su especialidad es el estilo libre, modalidad en la que ha sido campeón absoluto de España en trece ocasiones. En los campeonatos nacionales de invierno ha sumado seis títulos en 200 metros (1986, 1987, 1988, 1989, 1991 y 1994), cuatro en 400 metros (1986, 1987, 1988 y 1989) y uno en 1500 metros (1989). En los campeonatos de verano dos títulos: en 200 metros (1994) y en 400 metros (1990). Ha sido plusmarquista español en las modalidades de 100 metros, 200 metros, 400 metros, 800 metros y 1500 metros libres, además de relevos 4 x 100 metros y 4 x 200 metros libres y 4 x 100 metros estilos.
Ha sido internacional en 170 ocasiones, olímpico en los Juegos de Seúl 1988. Ha participado en el Campeonato del Mundo de 1986 y en los Campeonatos de Europa de 1985, 1987, 1989 y 1991. Nadó también en los Juegos Mediterráneos de 1987, 1991 y 1993, en los que logró sus mayores éxitos deportivos a nivel internacional, con un total de cinco medallas de bronce y una de plata. 
En 1994 se retiró de la natación de competición absoluta. Ese mismo año obtuvo el título de arquitecto técnico por la Universidad Politécnica de Cataluña (UPC), iniciando su carrera profesional como arquitecto. En 1999 creó el estudio ID Arquitectos Técnicos, especializado en proyectos de instalaciones deportivas, como la dirección de obras de la rehabilitación del CN Catalunya y del CN Barcelona.
Una década después de su retirada volvió a competir en categoría master, habiendo logrado desde entonces múltiples campeonatos mundiales en 400 y 800 metros libre. Serra acumula también un importante palmarés en pruebas en aguas abiertas, especialmente en su etapa como nadador master. Destacan sus diez victorias en la Copa Nadal, récord absoluto de la prueba. Ha vencido también en la Travesía a nado del Puerto de Barcelona (2008), en la Maratón Cap de Creus - Cadaqués (2008) y en la Travesía Illas Medas - L'Estartit (2006, 2007, 2008, 2009, 2011, 2013 y 2014), así como en el campeonato del mundo master de 3 kilómetros en aguas abiertas. Tras pasar por el Club Natació Montjuïc y el Club Natació Catalunya en 2012 creó con otros ex nadadores el CN Radikal Swim, del que también es presidente, dedicado a la promoción y organización de pruebas en aguas abiertas.